# Instituto Colombiano de Antropología e Historia
El Instituto Colombiano de Antropología e Historia (ICANH) es una entidad pública del orden nacional adscrita al Ministerio de las Culturas, las Artes y los Saberes; aporta al desarrollo de lineamientos de política pública a través de la investigación, generación y divulgación del conocimiento técnico y científico en los campos de Antropología, Arqueología e Historia.
El ICANH es autoridad en materia de patrimonio arqueológico de la nación colombiana y desde su creación se ha encargado de proteger, conservar, divulgar e investigar el patrimonio cultural colombiano. Entre los antecedentes de actual Instituto se encuentran el Servicio de Arqueología Nacional, el Instituto Etnológico Nacional, el Instituto de Antropología Social y el Instituto de Cultura Hispánica, junto con algunas dependencias como la Comisión del Folklor y la Sociedad de Lingüística Aborigen.

## Símbolo
El símbolo que representa al ICANH proviene de un antiguo emblema de dignidad de la cultura Tayrona que los manicatos (guerreros tayronas) se colocaban en el cuerpo con un sello hecho en arcilla con el fin de adquirir las virtudes de los animales que en él aparecen: la serpiente cascabel y el caimán. Esas virtudes son las de moverse sigilosamente por el monte y disponer de la paciencia necesaria para dar el golpe oportuno al enemigo.

## Breve historia
El ICANH se formó a partir de instituciones como el Servicio de Arqueología Nacional (1938), el Instituto Etnológico Nacional (1941), el Instituto de Antropología Social (1946) y el Instituto Colombiano de Cultura Hispánica (1945). 

### Servicio de Arqueología Nacional (1938)
El Servicio de Arqueología Nacional se creó en 1938 luego de años de gestión por parte de intelectuales colombianos como Gregorio Hernández de Alba. Vale anotar que para ello fueron importantes las actividades realizadas en el marco del IV centenario de la fundación de Bogotá en el mismo año, cuando se llevó a cabo la Exposición Arqueológica Nacional.

#### Director
Gregorio Hernández de Alba (1938-1941)

### Instituto Etnológico Nacional (1941)
En 1941 a través del Decreto presidencial 1126 de 1941 se creó el Instituto Etnológico Nacional, que fue anexado al Servicio de Arqueología Nacional en 1943: "Que por ser comunes al Servicio de Arqueología y al Instituto Etnológico Nacional los fines de investigación científica y difusión cultural que les han sido encomendados por el Gobierno y con miras a la unificación y mayor eficacia del trabajo que deben rendir dichas entidades, es conveniente y necesario darles una sola rectoría y administración".

#### Directores
Paul Rivet (1941-1943; fundador y director honorario hasta 1952)
José de Recasens (1943-1945)
Luis Duque Gómez (1945-1951); su período coincide con la fecha en que el Instituto Etnológico Nacional se adscribió al Servicio Arqueológico Nacional
Francisco Antonio Vélez Arango (1952)
P. Pedro José Ramírez Sendoya (1952)

#### Directores regionales
Instituto Etnológico de la Universidad de Antioquia
Graciliano Arcila Vélez (1946)
Instituto Etnológico de la Universidad del Cauca
Gregorio Hernández de Alba (1946-1950)
Julio César Cubillos (1955-1959)
Instituto Etnológico del Magdalena
Gerardo Reichel-Dolmatoff (1946-1952)
Instituto Etnológico del Atlántico
Carlos Angulo Valdés (1947-1962)

### Instituto Colombiano de Cultura Hispánica (1945)
"El Instituto Colombiano de Cultura Hispánica (ICCH) fue creado por el Decreto 0736 del 2 de abril de 1951 bajo la presidencia de Laureano Gómez en el marco de la conmemoración del V centenario del natalicio de la reina Isabel I de Castilla".
En sus últimos años promovió la publicación y divulgación de los archivos coloniales en el país, especialmente de índices, transcripción de manuscritos e investigaciones enfocadas en la historia colonial. Además de oficializar la creación del Instituto Colombiano de Cultura Hispánica (ICCH), el Decreto 0736 de 1951 estableció la cátedra “Miguel de Cervantes”, destinada al estudio de esta obra literaria y del idioma castellano en los institutos oficiales del país.
Otra de las iniciativas que adelantó el ICCH fue el proyecto científico y cultural de publicación de las láminas de la Flora de la Real Expedición Botánica del Nuevo Reino de Granada en asocio con el Instituto de Cultura Hispánica de Madrid, que viene desarrollando el ICANH hasta el día de hoy con la Universidad Nacional de Colombia y el Real Jardín Botánico de Madrid.

#### Directores
Ignacio Escobar López (1951-1952) y (1957-)
Rafael Azula Barrera (1952-1957)

### Instituto de Antropología Social (1946)
"El Instituto de Antropología Social fue creado en 1946 en el seno de la Escuela Normal Superior (1936-1951), institución en la cual se formaron los primeros maestros con perfil investigativo y una especialización en ciencias sociales en Colombia".

#### Director
Gabriel Ospina (1946-)

### Instituto Colombiano de Antropología (1952)
De forma paralela se crearon otras entidades de investigación antropológica como el Instituto de Antropología Social, que funcionó entre 1945 y 1951. Esta entidad estuvo "inspirado en los institutos antropológicos y de investigación en ciencias sociales anglosajones, tuvo una existencia muy corta en medio de las dificultades económicas, las polarizaciones políticas nacionales y el retorno al poder del Partido Conservador en 1946, cuyas políticas culturales significaron la realización de una contradictoria 'modernización conservadora', justo en el contexto global de la temprana Guerra Fría".
En 1952 se decidió crear el Instituto Colombiano de Antropología como "dependiente del Ministerio de Educación Nacional, el cual estará formado por el Servicio de Arqueología, el Instituto Etnológico Nacional y el Instituto de Antropología Social".

#### Directores
Antonio Andrade Crispino 1952-1956
Francisco Márquez Yañes 1956 (encargado)
Luis Duque Gómez 1956-1963
Manuel José Casas Manrique 1963-1970 (fundador del Instituto Caro y Cuervo)
Gonzalo Correal Urrego 1970-1973
Álvaro Soto Holguín 1974-1979
Alberto Rivera 1979
Iván Posada Fernández 1980-1983
Roberto Pineda Giraldo 1984-1986
Ana María Groot 1987-1988
Myriam Jimeno Santoyo 1988-1990
Camilo Villa van Cotthem 1991-1992 (cambió temporalmente el nombre del ICAN por Instituto de Investigaciones Culturales y Antropológicas)
Myriam Jimeno Santoyo 1992-1993
Roberto Pineda Camacho 1994
María Victoria Uribe 1994-2005 (permaneció en la dirección después de la fusión entre el ICAN y el Instituto de Cultura Hispánica que daría paso a la creación del ICANH)

### Instituto Colombiano de Antropología e Historia (1999)
Los cambios en el Ministerio de Cultura derivados de la gestión e investigación en este campo durante la década de 1990 llevó a que se creara el Instituto Colombiano de Antropología e Historia al modificarse "la estructura del Instituto Colombiano de Cultura Hispánica, establecimiento público del orden nacional, adscrito al Ministerio de las Culturas, las Artes y los Saberes, el cual asumirá las funciones desempeñadas por el Instituto Colombiano de Antropología, ICAN".

#### Directores
María Victoria Uribe (1994-2005) (asumió la dirección del entonces ICAN y permaneció allí cuando este pasó a denominarse ICANH en 1999)
María Clemencia Ramírez (2006-2007)
Diego Herrera (2007-2011)
Carlo Emilio Piazzini (director encargado entre junio y noviembre de 2011)
Fabián Sanabria (2011-2015)
Ernesto Montenegro (2015-2019)
Nicolás Loaiza (2019-2022)
Alhena Caicedo Fernández (2022- )

## Parques arqueológicos

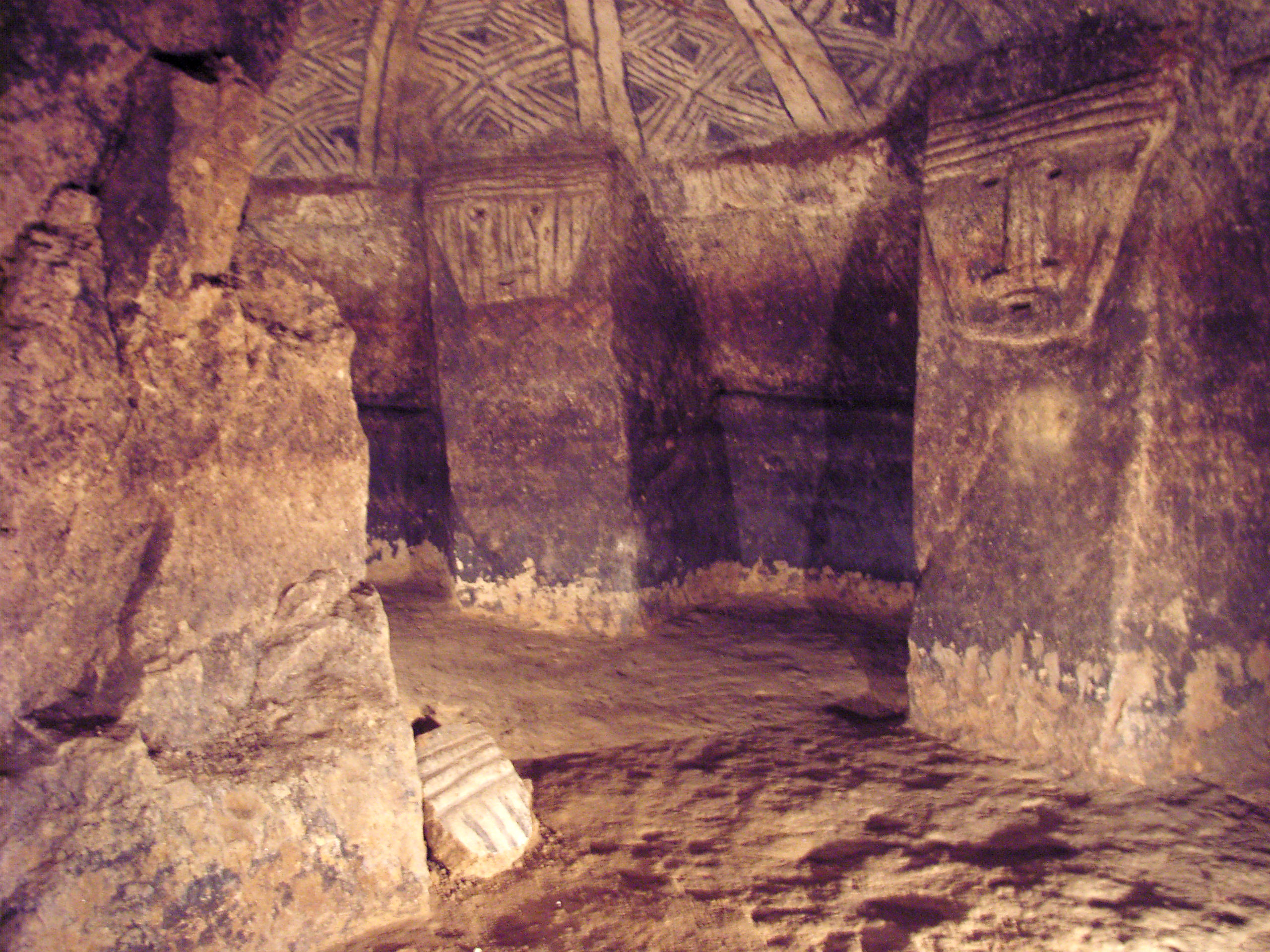
Hipogeo en el Parque Arqueológico Tierradentro

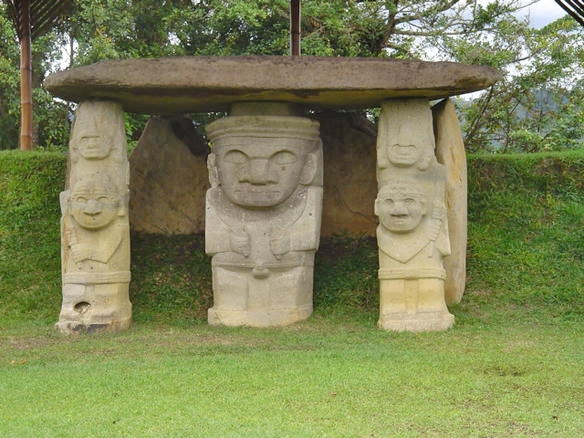
Parque Arqueológico San Agustín

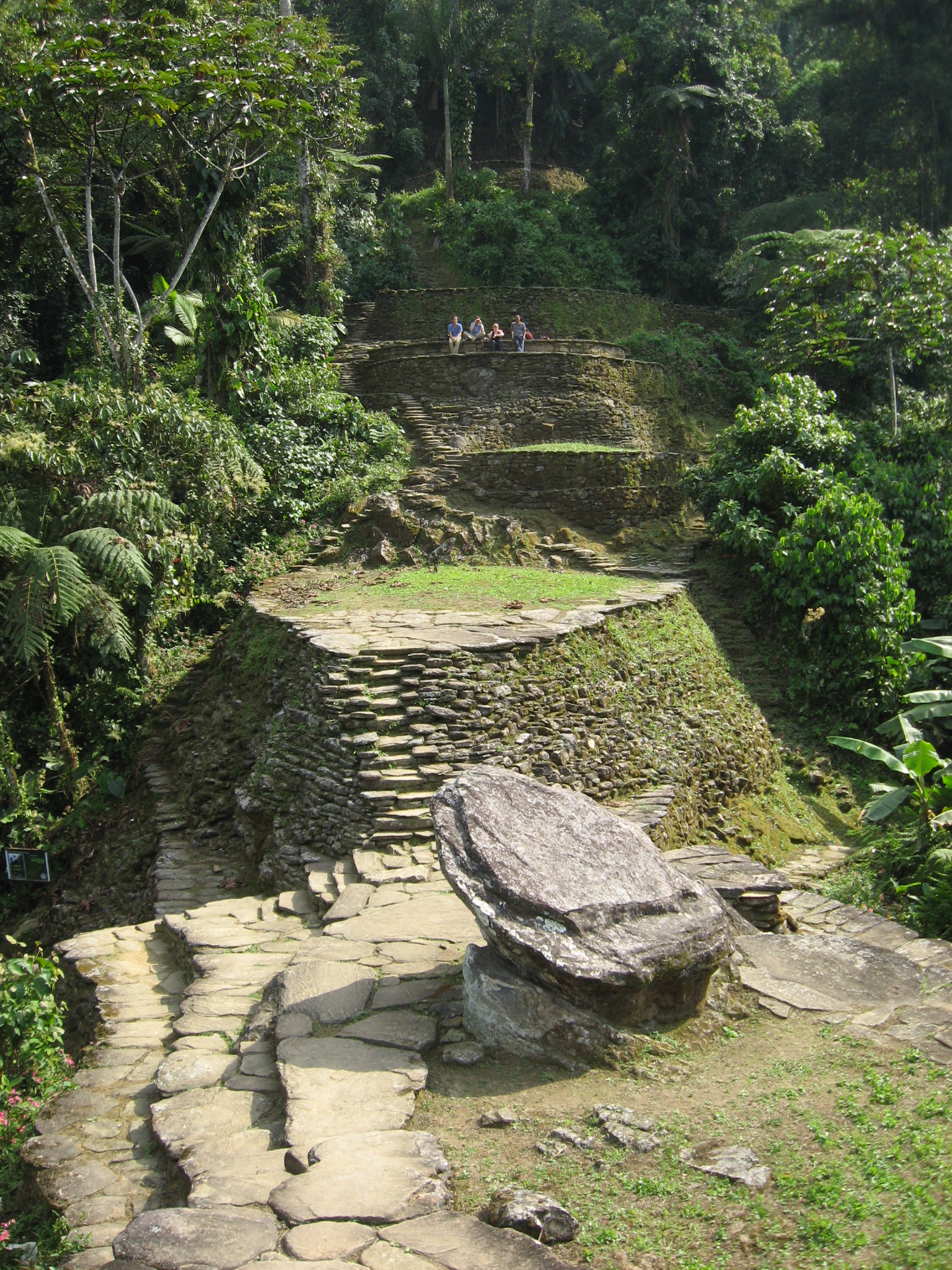
Parque Arqueológico Teyuna-Ciudad Perdida

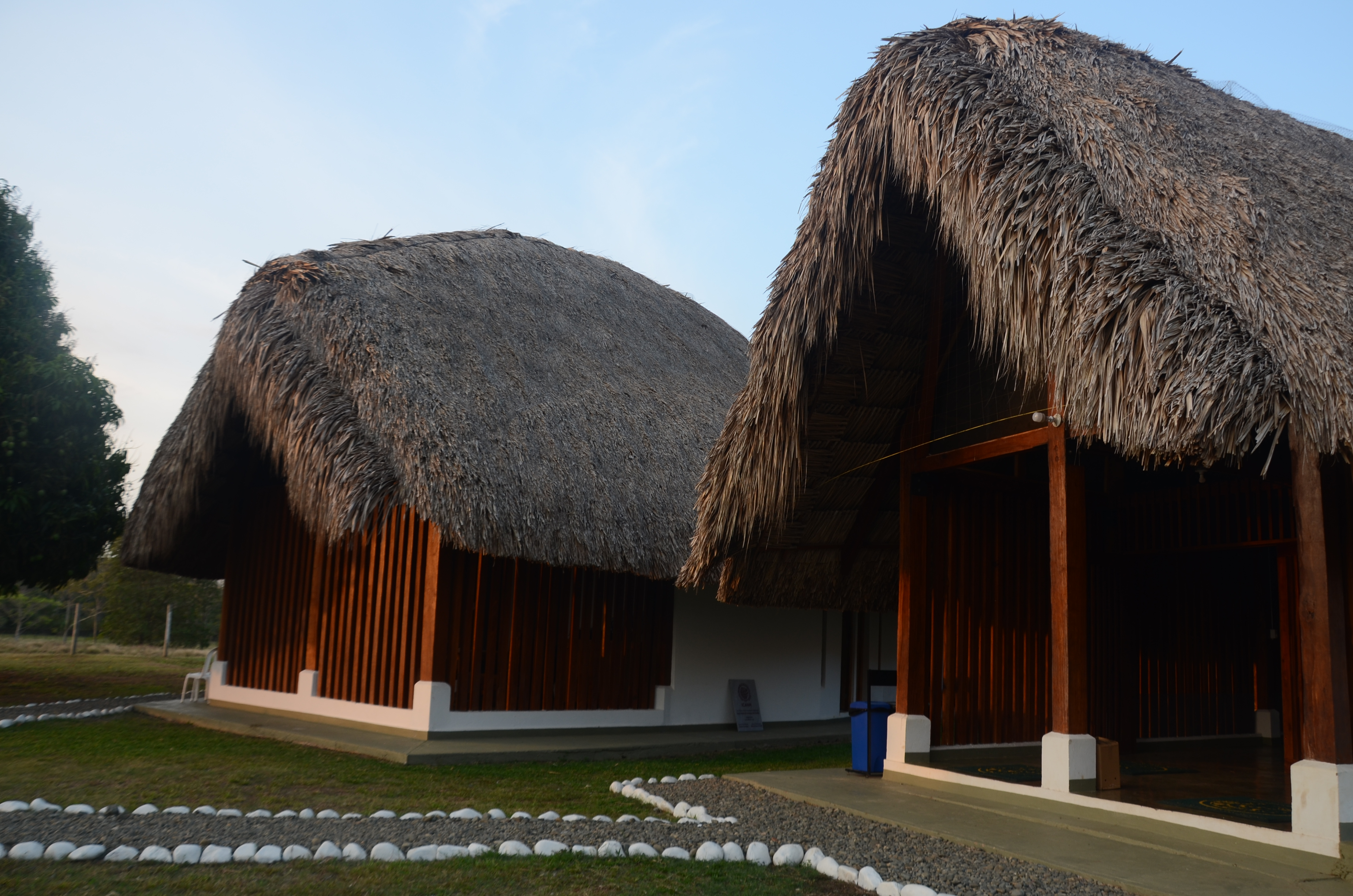
Casa-Museo del Parque Arqueológico e Histórico Santa María de La Antigua del Darién

La creación de los parques arqueológicos nacionales está ligada a la fundación del Servicio Arqueológico Nacional y, en consecuencia, al desarrollo de la disciplina antropológica en Colombia. Los primeros estudios se desarrollaron durante la década de 1930 en las regiones de San Agustín e Isnos en el departamento de Huila, y en Tierradentro, en el departamento de Cauca. 
Los estudios adelantados permitieron impulsar un proyecto de conservación, investigación y divulgación de estos sitios. Entre 1935 y 1936 se dieron los primeros pasos para la constitución de los parques arqueológicos San Agustín y Tierradentro, sitios que 60 años más tarde fueron incluidos en la lista de patrimonio mundial por la Unesco.
Durante la década de 1970 los estudios arqueológicos se trasladaron a la Sierra Nevada de Santa Marta. Allí, en la zona norte de este sistema montañoso que cubre gran parte del Caribe colombiano, se encontró un sistema de terrazas, muros y caminos que dan cuenta del avance social, cultural y material de las sociedades prehispánicas que habitaron en esta zona; es así como en la década de 1980 se constituyó el tercer parque arqueológico del país, Teyuna-Ciudad Perdida.Más de 30 años pasaron para que se creara el primer Parque Arqueológico e Histórico de Colombia, Santa María de La Antigua del Darién, ubicado en el sitio donde se fundó en 1510 la primera ciudad española construida en tierra firme del continente americano. En esta zona, actualmente perteneciente al departamento de Chocó, se han realizado diversos estudios arqueológicos que han permitido hallar vestigios que confirman la ubicación de este lugar histórico y que han dejado en evidencia la presencia de comunidades indígenas antes de la fundación de la ciudad. En 2019 el ICANH y el Ministerio de las Culturas, las Artes y los Saberes fundaron el Parque Arqueológico e Histórico Santa María de La Antigua del Darién en la vereda Santuario del municipio de Unguía en dicho departamento. 
Actualmente el ICANH administra los siguientes parques nacionales arqueológicos:
- Parque Arqueológico de San Agustín, Alto de las Piedras y Alto de los Ídolos, en el departamento del Huila.
- Parque Arqueológico de Tierradentro, en el departamento del Cauca.
- Parque Arqueológico Teyuna-Ciudad Perdida, en el departamento de Magdalena.
- Parque Arqueológico e Histórico Santa María de La Antigua del Darién, en el departamento de Chocó.